# Massacre no festival de música de Re'im
O Massacre no festival de música de Re'im, ocorrido em 7 de outubro de 2023, após Ataque do Hamas a Israel, terroristas do Hamas que haviam penetrado em Israel a partir da Faixa de Gaza atacaram o evento de  música em Re'im. Pelo menos 364 pessoas foram mortas, e muitas outras ficaram feridas ou foram feitas reféns, e o paradeiro delas ainda é desconhecido.

## Festividades
Em 6 de outubro de 2023, o festival de música trance ao ar livre que durou o fim de semana, chamado "Supernova Sukkot Gathering", começou no deserto do oeste do Negev, aproximadamente a 5 km da barreira entre Gaza e Israel, perto do kibutz de Re'im. Foi produzido por um organizador chamado Nova, como a edição israelense do Universo Paralello, um festival de psy trance que teve origem na Bahia, Brasil. De acordo com o organizador, o local foi reservado apenas dois dias antes, depois que o local original no sul de Israel desistiu. Programado para coincidir com o festival judaico de Simchat Torah, a rave foi anunciada como uma celebração de "amigos, amor e liberdade infinita". O local do festival tinha três palcos, uma zona de acampamento e uma área com bar e comida. Os participantes descreveram a multidão como composta principalmente por israelenses entre 20 e 40 anos, vindos de todo o país. A presença de seguranças foi relatada no festival. O número de participantes foi relatado como 3.500, mas as estimativas variam. 

## Ataque
O festival de música foi um dos primeiros alvos do ataque surpresa contra Israel, lançado pelo Hamas nas primeiras horas da manhã de 7 de outubro de 2023.
Um participante afirmou que, depois de cortar a eletricidade, um grupo de aproximadamente 50 militantes do Hamas chegou em vans e disparou tiros em todas as direções. Alguns dos militantes do Hamas que atacaram o festival se infiltraram em Israel por meio de parapentes motorizados, chegando por volta das 6h30, ao amanhecer. Enquanto os participantes do festival fugiam em pânico, jipes cheios de militantes começaram a disparar contra os carros em fuga. Os militantes também bloquearam estradas. A ampla área aberta deixou poucos lugares para se esconder. Muitos participantes que se esconderam nas árvores foram mortos quando os militantes os atacaram metodicamente. Outros que se esconderam em arbustos e pomares conseguiram sobreviver. O massacre ocorreu durante um alerta de foguetes, sinalizando uma série de foguetes disparados contra Israel.
Imagens de drone verificadas de forma independente mostraram dezenas de carros carbonizados e marcas de pneus. O Hamas desfilou o corpo machucado de Shani Nicole Louk, uma artista de tatuagem de 22 anos e cidadã germano-israelense, vestida apenas com roupas íntimas na caçamba de uma caminhonete; o vídeo mostra militantes gritando "Allahu Akbar", um deles colocando a perna sobre sua cintura, outro segurando seu cabelo, e um homem na multidão cuspindo em seu corpo. Outras imagens do ataque, postadas em um canal no Telegram, incluíam representações gráficas de assassinato e sequestro. As imagens do ataque "levantaram preocupações sobre agressões sexuais contra mulheres", de acordo com o The Times of Israel.

### Tomada de Reféns
Os combatentes de Gaza capturaram um número desconhecido de participantes; vídeos nas redes sociais mostraram eles sendo apreendidos por seus captores armados. Os frequentadores do concerto sequestrados foram levados para Gaza, onde alguns foram filmados em vídeos de propaganda do Hamas. Parentes e amigos dos desaparecidos buscaram informações sobre os desaparecidos.
Aparentemente, entre os que foram sequestrados pelo Hamas estão um homem britânico e uma mulher sino-israelense de 25 anos, nascida em Pequim.

## Vítimas
Fotografias do cenário após o ataque mostram dezenas de corpos no local do festival, incluindo um corpo gravemente queimado amarrado com abraçadeiras de cabo. O ZAKA, um grupo de resposta de emergência voluntária da comunidade de Israel, relatou ter recuperado pelo menos 260 corpos do local da festa. O número de mortos deve aumentar, já que outras organizações de paramédicos também responderam à cena. Em novembro, o número de mortos foi elevado para 364.
Um dos mortos era um homem britânico que servia nas Forças Armadas de Israel. Lior Asulin, um atacante que havia jogado pelo Hapoel Tel Aviv F.C., também estava entre os mortos no massacre. O organizador do evento, Osher Vaknin, foi morto no ataque, enquanto seu irmão gêmeo e co-organizador, Michael, ficou desaparecido.
A morte de três brasileiros que estavam no festival foi confirmada pelo Itamaraty. Duas das vítimas, Ranani Nidejelski Glazer e Bruna Valeanu, possuíam dupla cidadania israelense e serviram as Forças de Defesa de Israel no passado. A terceira vítima, Karla Stelzer Mendes, também brasileira-israelense, teve a morte confirmada pelo seu filho ao governo brasileiro.
A embaixada brasileira em Israel confirmou que o israelense Gavriel Yishay Barel, de 22 anos, filho do brasileiro Jayro Varella Filho, morreu em ataque do Hamas no sul de Israel. De acordo com um familiar, Gavriel estava no festival durante o ataque do Hamas, quando desapareceu. A família brasileira da vítima disse que Gavriel teve carro alvejado por tiros ao tentar fugir. Jayro disse que o filho Gavriel teve o corpo totalmente dilacerado e queimado e foi identificado por exame de DNA.

## Investigação
Até 14 de outubro de 2023, as autoridades alemãs têm conhecimento de oito de seus cidadãos sendo feitos reféns nos eventos de 7 de outubro de 2023, incluindo o caso de Shani Louk, que ganhou interesse público. Eles abriram uma investigação criminal contra membros desconhecidos do Hamas para investigar "pertencimento a um grupo terrorista estrangeiro, sequestro e assassinato".

## Resposta do Hamas
O Hamas negou que o ataque tenha sido direcionado a civis e afirmou que considerava as vítimas como "soldados". Mais tarde, o Hamas mudou sua posição, alegando que as forças sob o comando do Hamas nunca tinham como alvo civis, e que o massacre foi realizado por grupos independentes de civis de Gaza depois que o Hamas derrotou as forças israelenses na região.